# サプゥアフィク環礁
サプゥアフィク環礁（英語: Sapwuahfik）は太平洋北西部、カロリン諸島の環礁。一般的にNgatik環礁（ガチック・ガティク・ヌガティクなど）あるいはヌゲティク環礁（Ngetik）として知られている。ミクロネシア連邦ポンペイ州に属しており、村が存在する。

## 地理
ポンペイ島の環礁南西部から140km南西に位置しており、環礁内には10個の島が存在する。サプゥアフィク環礁から南西330km程の位置にヌクオロ環礁が、西に370km程の位置にルクノール環礁が存在する。最大かつ唯一定住者が住む島はヌガティクであり西の端に存在する。
環礁は22.5km程の長さで、幅が9.6km程である。礁湖は78.59kmほどになっており、環礁全域の面積は114kmになっている。10の島の総土地面積は1.75kmであり、本島のヌガティクは0.91kmの面積でありそれ以外の島々は半分以下の面積である。ヌガティクが唯一の定住者の住む島であり、残る島の内、比較的大きな6島はココヤシやタロイモの生産、家畜の飼育などに利用されている。これらの島の避難所として合計12棟の建物がある。
ヌガティクから時計回りに以下の島が存在する。
| 名称                   | 面積(km2) | 位置 |
| ---------------------- | --------- | ---- |
| ヌガティク             | 0.906     | 西端 |
| Peina                  | 0.206     | 北部 |
| Bigen Karakar          | 0.025     | 北東 |
| Jirup                  | 0.023     | 東部 |
| Bigen Kelang           | 0.047     | 東部 |
| Pikepe (Piken Mategan) | 0.009     | 東部 |
| Dekehnman              | 0.009     | 東端 |
| Wat                    | 0.281     | 東端 |
| Pikenmetkow            | 0.006     | 南東 |
| Uataluk (Wateiluk)     | 0.039     | 南西 |
| Sapwuahfik (Atoll)     | 1.551     |      |

### 飛行場
ヌガティク島にサプゥアフィク民間飛行場がある。海岸侵食により、島から滑走路が約20メートル離れているため、乗客は島との間をボートで行き来する。

## 風土
人口は2010年の時点で433人であった。文化は最も近い土地であるポンペイに似ているが、独自の特性も保持している。
現地のクレオール言語であるヌガティク・クレオールは、1873年のヌガティク虐殺の結果生み出された。ヌガティク虐殺ではオーストラリア人の船長C.H. Hartとポンペイ人戦士などが乗る船の船員によって男性住民が全滅させられている。いくらかの欧州人とポンペイ人は島内に再度殖民し、地元の住民を妻とした。この結果、現地にはポンペイ語のサプアフィック方言と英語の混ざった新しい文化と言語が生まれた。ヌガティク・クレオールは男性のみが話す言語であり、全ての住民がポンペイ語に非常に類似したヌガティク語をしゃべる。

## 歴史
西欧人による初発見は1773年4月6日であり、Nuestra Señora de la Consolación号、略称Buen Finに乗ったスペイン人の海軍将校フェリペ・トンプソン（Felipe Tompson）がマニラからナヤリット州サン・ブラスへの航路の途中で見つけた。トンプソンはこの島をスペイン語で勇敢な島を意味するLos Valientesとして記している。

## 註
1. 1 2  Poyer, Lin (1990). “6. Being Sapwuahfik: Cultural and Ethnic Identity in a Micronesian Society”. In Jocelyn Linnekin, Lin Poyer. Cultural Identity and Ethnicity in the Pacific. University of Hawaii Press. p. 127. ISBN 0824818911 2012年12月15日閲覧。
2. ↑  『小学館 世界大地図』2009年、64頁。ISBN 978-4-09-526066-2
3. 1 2 3 4  2
4. 1 2  Donald W. Buden: The Reptiles of Sapwuahfik Atoll, Federated States of Micronesia
5. 1 2  Poyer, Lin (1993). The Ngatik massacre: history and identity on a Micronesian atoll. Smithsonian Institution Press. pp. 1–3, 146. ISBN 1560982624 2012年12月15日閲覧。
6. ↑  Riesenberg, Saul H. "Six Pacific island discoveries" The American neptune Vol. 34; Salem, Mass. 1974, p.250